# 新普里盧卡
49°22′37″N 28°42′4″E / 49.37694°N 28.70111°E
新普里盧卡（烏克蘭語：Нова Прилука）是位於烏克蘭西南部文尼察州文尼察區的村莊，始建於1146年，面積5.07平方公里，海拔高度250米，2001年人口1,942，人口密度每平方公里383.04人。